# Condado de Lemhi
O Condado de Lemhi é um dos 44 condados do Estado americano do Idaho. A sede do condado é Salmon, que é também a sua maior cidade. O condado tem uma área de 11 835 km² (dos quais 14 km² está coberto por água), uma população de 7806 habitantes, e uma densidade populacional de 0,6 hab/km² (segundo o censo nacional de 2000). Foi fundado em 1869 e recebeu o seu nome a partir de Fort Lemhi.
A fronteira oriental deste condado é com o Condado de Beaverhead, no Montana, e assenta sobre a Divisória Continental da América do Norte. É atravessado pelo rio Salmon.